# La saga di Gösta Berling
La saga di Gösta Berling (sv. Gösta Berlings saga ) è un romanzo della scrittrice svedese Selma Lagerlöf.
Pubblicato originalmente nel 1891, fu il suo lavoro d'esordio.
L'opera riprende la tradizione scandinava delle saghe, basate su personaggi eroici ma umani anche nelle debolezze, calandola però in un'ambientazione moderna. Viene ripreso anche lo stile stesso delle saghe, con una scrittura vocativa e commenti dell'autore su ciò che accade o sul comportamento dei personaggi.

## Trama
Il romanzo narra le avventure di Gösta Berling, un pastore protestante che ha lasciato il proprio paese e rinunciato al proprio ministero a causa della sua dedizione all'alcool.

## Versione cinematografica
Dal romanzo, nel 1924, venne tratta una versione cinematografica diretta da Mauritz Stiller, La leggenda di Gösta Berling (Gösta Berlings saga), che aveva come protagonista Lars Hanson affiancato da una giovanissima Greta Garbo.

## Opera lirica
Dalle vicende narrate da Lagerlöf è stata tratta l'opera lirica I cavalieri di Ekebù, composta da Riccardo Zandonai su libretto di Arturo Rossato. La prima dell'opera ebbe luogo il 7 marzo 1925 al Teatro alla Scala.